# Les Blanchisseuses (Degas)
Pour les articles homonymes, voir Les Blanchisseuses.
Les Blanchisseuses est un tableau réalisé par le peintre français Edgar Degas vers 1870-1872. Cette huile sur toile de petit format représente deux visages féminins tournés l'un vers l'autre, le regard vers le bas. L'une des figures se tenant le menton et la coiffe de l'autre pouvant être comprise comme un bandage, elle a pu être interprétée comme le portrait de deux lavandières victimes de douleurs à la bouche et elle figure ainsi dans le catalogue raisonné de l'œuvre de l'artiste dressé par Paul-André Lemoisne sous le titre alternatif de Blanchisseuses souffrant des dents.
Un temps la propriété d'un compagnon d'armes de Degas pendant la guerre de 1870, la peinture est léguée à l'État en 1953. Puis, par un arrêté du 26 juin 1961, elle est placée en dépôt au musée d'art moderne André-Malraux, au Havre, deux jours après son inauguration. Mais elle y fait l'objet d'un vol en 1973 avant d'être finalement retrouvée à l'occasion d'une vente chez Sotheby's à New York en 2010, ce qui permet sa restitution l'année suivante par l'ambassadeur des États-Unis en France Charles Rivkin. Entre temps affectée aux collections du musée d'Orsay, à Paris, elle est à nouveau déposée dans le musée d'art havrais par un arrêté du 19 septembre 2011.